# ミハイル・オストログラツキー
ミハイル・ヴァシーリエヴィチ・オストログラツキー（ロシア語: Михаи́л Васи́льевич Острогра́дский）、ムィハーイロ・ヴァスィーリョヴィチ・オストロフラドシクィー（ウクライナ語: Миха́йло Васи́льович Острогра́дський、1801年9月24日-1862年1月1日）は、ロシア帝国の数学者、力学研究者、物理学者。オストログラツキーはレオンハルト・オイラーの系譜とされ、帝政ロシアにおける先進的な数学者の一人とされる。ウクライナの貴族オストロフラードシクィイ家に出自を持つ。

## 概要
オストログラツキーは帝政ロシアのポルタヴァ県・パシェーンナヤ（現ウクライナ・パシェーニウカ村）で生まれる。1816年から1820年に、 T・F・オシーポフスキー（1765年-1832年）の下で学び、 ハリコフ大学を卒業した。1820年に、オシーポフスキーが宗教的な理由から免職させられたとき（1813年から学長を務めていたが、公的に理由を示されずに免職された）、彼は試験を受けることを拒否し、決して博士号を受け取ろうとはしなかった。1822年から1826年には、フランス、パリのソルボンヌ（パリ大学）とコレージュ・ド・フランスにおいて、学んだ。1826年に帝政ロシアに戻り、サンクトペテルブルクに定住したが、1830年にはペテルブルク科学アカデミー
の正会員に選出され、後年にはパリ科学アカデミーの準会員にも選出されている。
彼は主に変分法、代数関数の積分、数論、幾何、確率論といった数学の分野で研究を行い、また数理物理や古典力学での分野でも研究を行っている。後者の分野で、彼の主要な業績の中には、弾性体の運動の研究や力学系の方程式の求積法の発展が含まれる。ここで、オイラーやジョゼフ＝ルイ・ラグランジュ、シメオン・ドニ・ポアソンの研究を引き継いている。これらの分野の彼の研究は、ロシアでは、 N・D・ブラーシュマン（1823年-1885年）や A・Yu・ダヴィードフ（1823年-1885年）に引き継がれ、特に N・E・ジュコーフスキー（1847年–1921年）の輝かしい研究によって引き継がれている。また、 V・Ya・ブニャコフスキー、 I・A・ヴィシュネグラーツキー、 N・P・ペトローフ、 F・V・チジョーフらは直接の教え子である。彼自身ウクライナ人であったこともあり、同郷の詩人タラス・シェフチェンコと親交があった。
オストログラツキーは1823年からの N・I・ロバチェフスキーの非ユークリッド幾何学に関心を持たず、ペテルブルク科学アカデミーに論文が投稿された際は、掲載拒否している。
彼の有理関数に対する積分の方法はよく知られている。彼の式では、分数形の有理関数の積分を有理型の部分（代数関数）と超越関数の部分(対数関数やアークタンジェントを伴う)に分け、有理型の部分は積分せずに定め、積分をオストログラスキーの形式に割りあてる。
{\displaystyle \int {R(x) \over P(x)}\,dx={T(x) \over S(x)}+\int {X(x) \over Y(x)}\,dx,}
ここで P (x ), S (x ), Y (x )は既知の次数p ,s ,y の多項式で、R (x )はp -1以下の既知の多項式、 T (x ) 、X (x )は次数s -1、y -1以下の未知の多項式である。
オストログラツキーは、1861年12月20日（当時のユリウス暦。今日のグレゴリオ暦では1862年1月1日）に、ポルタヴァ県・ポルタヴァで没した。遺言により、遺体は故郷の村で葬られた。